# 淡路島
淡路島（日语：／ Awaji shima */?）是位於日本西部的島嶼，也是瀨戶內海最大島、以及日本第9大島嶼（不含未實際控制的南千島群島，該群島嶼總面積約5000平方公里）。2013年，淡路島有人口約13.8萬人。
淡路島南北細長，以東北－西南走向橫亙於瀨戶內海東側，南北長約53公里，東西寬約22公里，周長203公里，面積592.85平方公里，向北及向東隔明石海峽、紀淡海峽與本州相望，向南則隔鳴門海峽與四國為鄰；附近的主要屬島有紀淡海峽的成島、紀伊水道的沼島。全島在行政區劃上隸屬於兵庫縣，並從北至南設有淡路、洲本、南淡路等3市。
由於淡路島與京阪神僅一海之隔，加上本四道路東線的興建，使其成為本州、四國兩島間的交通要道。雖然淡路全島的電話區號都是0799，但因淡路市和洲本市、南淡路市屬於不同收費區，因此兩地之間相互通話時還是要加撥區號，目前尚未整合成同一個局端的計費單位。

## 地理

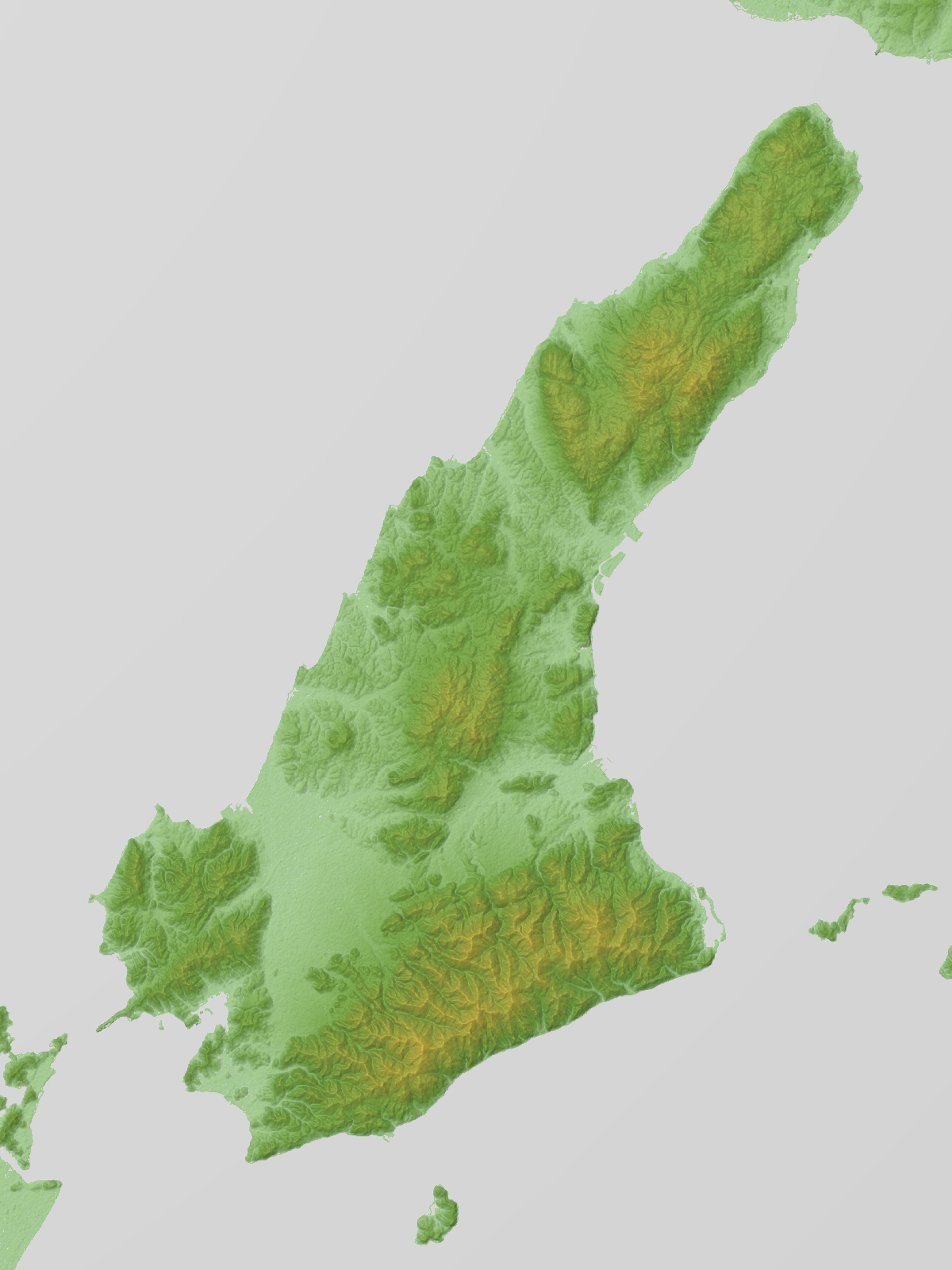
淡路島地形圖

淡路島按地形可以分為淡路山地、淡路平野兩個部分。淡路山地分為北部和南部兩個部分，其中諭鶴羽山、柏原山、先山合稱為「淡路三山」。淡路山地北部明石海峽至淡路平原的部分名為津名山地，活斷層較多，地形起伏也比南部的山地更為陡峭，下可再分為主峰為妙見山的北淡山地和主峰為先山（淡路富士）的千山山地。由於淡路島北部少平地，因此位於淡路島中部東側海岸的淡路市市區呈南北方向，並通過填海獲得土地。西海岸有梯田。淡路島南部淡路平原至紀伊水道的山區則名為諭鶴羽山地。淡路島最高峰，海拔608米的諭鶴羽山亦位於這一地區。諭鶴羽山地南側是中央構造線的斷層崖，地勢險峻。津名山地和諭鶴羽山地之間是淡路平原。位於淡路島東南部的洲本平原是由洲本川沖積形成的平原，洲本市市區位於洲本川河口。三原平原位於淡路島西部，是三原川沖積形成的平原。淡路島森林面積佔全島總面積的51.6%，以闊葉林為主。

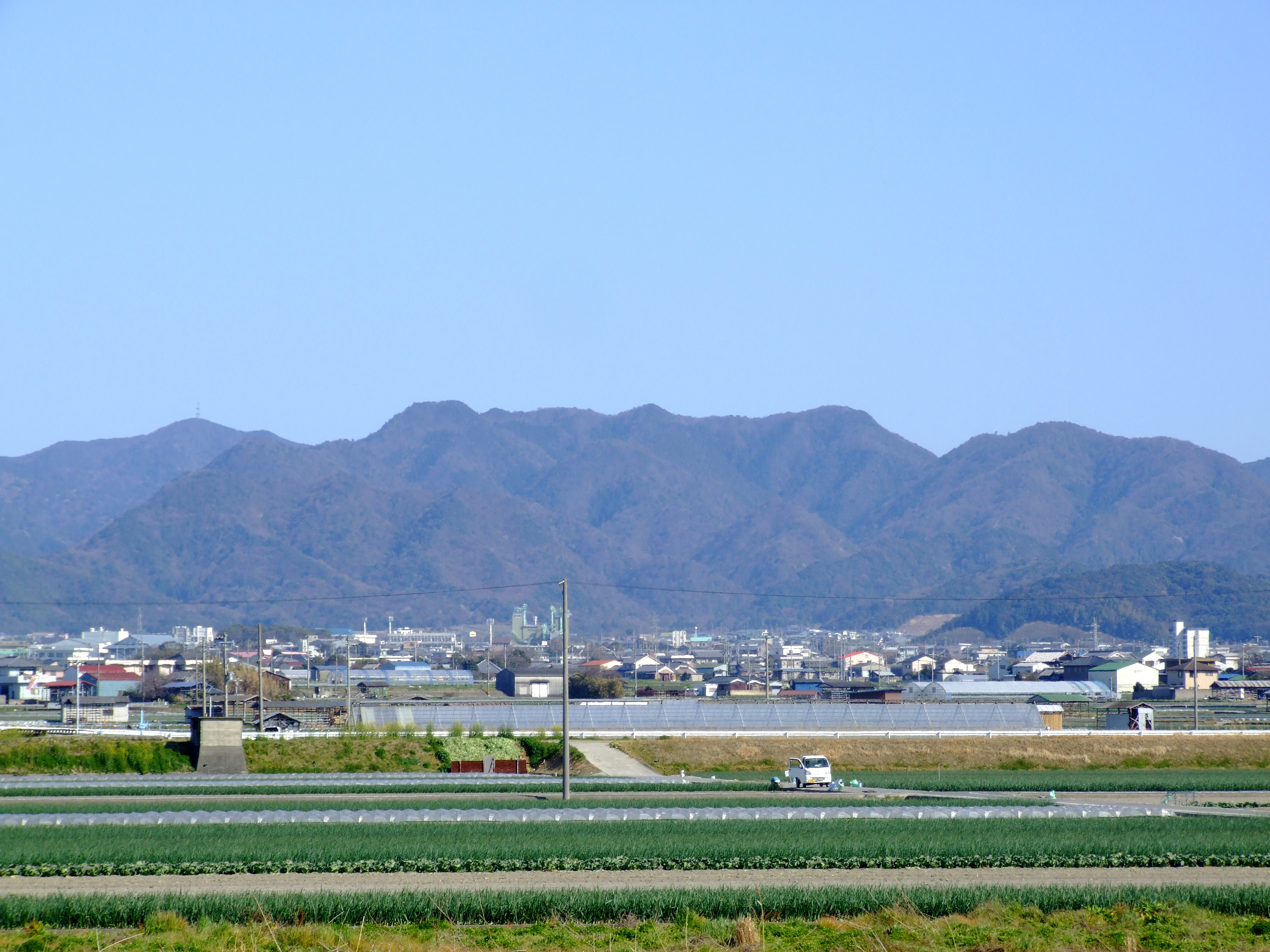
諭鶴羽山

淡路島附近有三個海峽。淡路島北側松帆崎和本州兵庫縣明石市之間的海峽是明石海峽，寬約3.6公里。由於此地海水流速極快，自古就是航行的難所。世界最長的懸索橋明石海峽大橋連接了淡路島和本州。淡路島東南端的生石鼻和本州和歌山縣和歌山市之間有紀淡海峽，寬度約11公里。淡路島西南端的門崎和四國德島縣大毛島東北部孫崎之間的海峽是鳴門海峽，寬度約1.4公里，因潮流速度極快和海底地形複雜而形成鳴門漩渦景觀，漩渦的直徑最大可達15米。鳴門海峽上有大鳴門橋連接淡路島和四國兩地。

### 氣候
淡路島全島屬於瀨戶內海式氣候，年平均氣溫約16℃，年均降水量約1300毫米。諭鶴羽山地以南地區有部分太平洋側氣候特徵。由於降水偏少且無較大河川，淡路島的農業園農業用儲水池數量眾多，島內有約23,000個儲水池，密度居日本之冠。1999年明石海峽大橋竣工後，淡路島開始通過大橋上的兩條口徑達450毫米的水管自本州引水。

## 歷史
在日本神話的「國誕生」故事中，淡路島是伊奘諾尊、伊奘冉尊所創造的日本列島中的第一個島嶼。《古事記》將淡路島記載為淡道之穗之狹別島（あわじのほのさわけのしま），《日本書紀》則將淡路島記載為淡路洲。在淡路島的舟木遺跡發現了大量彌生時代的鐵器，顯示淡路島人類活動歷史悠久。在平安時代時，因淡路島生產優質食材，因而被指定為御食國，向皇室進貢食材。日本實施律令制之後，淡路島被劃為淡路國。室町時代時淡路島由安宅氏控制。進入戰國時代後，安宅氏修築洲本城。1581年，豐臣秀吉攻滅安宅氏。江戶時代後，淡路島是蜂須賀氏的德島藩的領地。1870年，淡路島發生武士襲擊家老的庚午事變，此事件成為之後淡路島被劃入兵庫縣而非德島縣的原因。1871年廢藩置縣後，淡路島上最初同時有德島縣和兵庫縣兩縣領土，後劃入名東縣（德島縣和香川縣合併而成的縣）。1876年，淡路島再劃入兵庫縣。此後淡路島一直是近畿地方的一部分。

## 行政區劃
兵庫縣在洲本市設有管轄淡路島全島事物的淡路縣民局。1965年以來，淡路島雖曾長期維持洲本市、津名郡、三原郡一市十町的體制。但在平成大合併中，2005年，三原郡四町（綠町、三原町、西淡町、南淡町）合併為南淡路市，津名郡五色町以外的各町（淡路町、北淡町、東浦町、一宮町、津名町）合併為淡路市，五色町在2006年和洲本市合併。至此淡路岛上形成淡路、洲本、南淡路三市格局。雖然亦有將淡路島上所有自治體合併為一市的構想，但並未實現。

淡路市
洲本市
南淡路市

## 人口
1955年時，淡路島全島有人口214,908人。然而淡路島人口外流嚴重，在1975年時已減少到172,133人。1980年代後，淡路島的人口減少速度一度趨緩。2000年時，淡路島有人口159,111人。但由於高齡化和少子化的進展，淡路島人口減少速度又出現加快。近年，當地政府試圖通過促進外地人口搬入来緩解淡路島人口減少的問題。

## 經濟

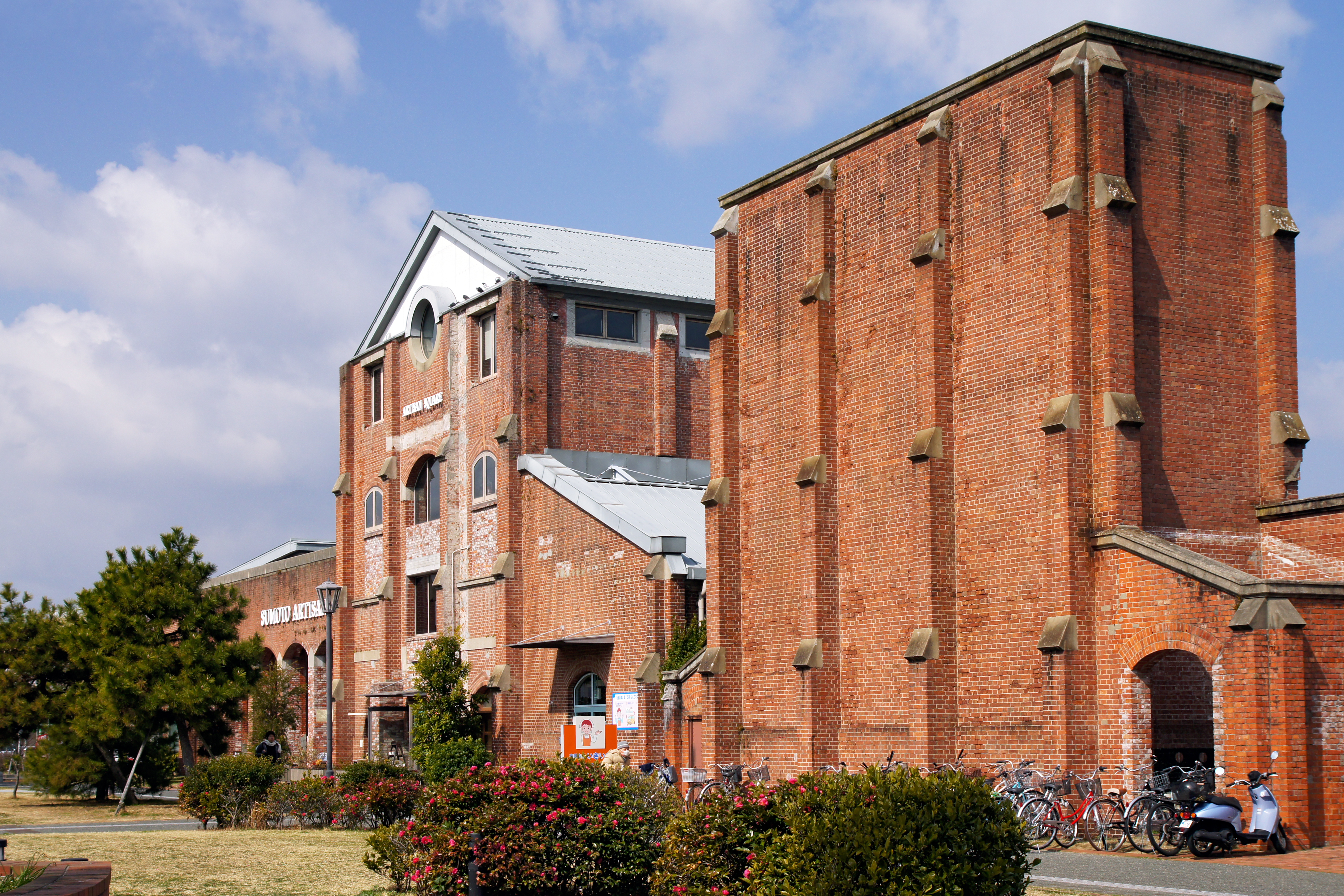
洲本Artisan廣場

2015年度，淡路島三市的地區生產總值有4,296億日元，佔兵庫縣總值的約2.1%。淡路島經濟的特徵之一是總量中第一產業的比例達5.1%，遠高於兵庫縣0.5%的平均值。2010年，淡路島有農戶10,497戶。淡路島的主要農產物包括大米、洋蔥、大白菜、萵苣等。淡路島的洋蔥年產量約10萬噸，是日本第三的洋蔥產地。淡路島的鮮花生產量佔兵庫縣總產量的過半數，生乳生產量佔兵庫縣總量的近四成，肉用牛生產量佔兵庫縣總量的約三成。2013年，淡路島的水產業產值達125億日元，佔兵庫縣的約三成，漁獲量有19,553噸。除了捕撈漁業之外，淡路島亦展開海苔等養殖業。
淡路島自江戶時代就生產淡路瓦等工業特產品。淡路紡織株式會社成立於1893年，在1900年被鐘淵紡績收購，此後淡路島的中心城市洲本市曾是鐘淵紡績洲本工廠的公司市鎮，紡織業曾在淡路島產業中有重要地位。然而隨著產業結構的變化，鐘淵紡績洲本工廠自1960年代末期變為電子工廠並在1986年停工。現在鐘淵紡績工廠已變為永旺購物中心等商業設施和洲本市民廣場等文化設施。松下電器在淡路島有電池生產據點，是在淡路島設廠的主要大型製造業企業之一。淡路島的金融機構有淡路信用金庫和淡陽信用組合。此外港銀行、關西都市銀行、德島銀行等銀行也在淡路島設有分行。2015年，來訪淡路島的觀光客人數有1372.3萬人。淡路島主要的觀光景點有國營明石海峽公園、洲本溫泉、淡路世界公園、立川水仙鄉、瀨戶內海國立公園等地。

## 文化
淡路島擁有眾多獨特的傳統表演藝術和文化。淡路人形淨瑠璃的歷史開始於距今約500年前，由傀儡師傅百太夫帶入淡路島。在江戶時代中期時，淡路島曾有超過40個人形座。現在是日本的重要無形民俗文化財產。淡路島的台尻祭規模盛大，其歷史開始於1690年。進入明治時代後，島內各地更爭相擴大當地的台尻祭規模。島內各主要神社均展開有自己特色的台尻祭，如上田八幡神社的「投台尻」、鳥飼八幡神社的「舟台尻」等。

## 交通

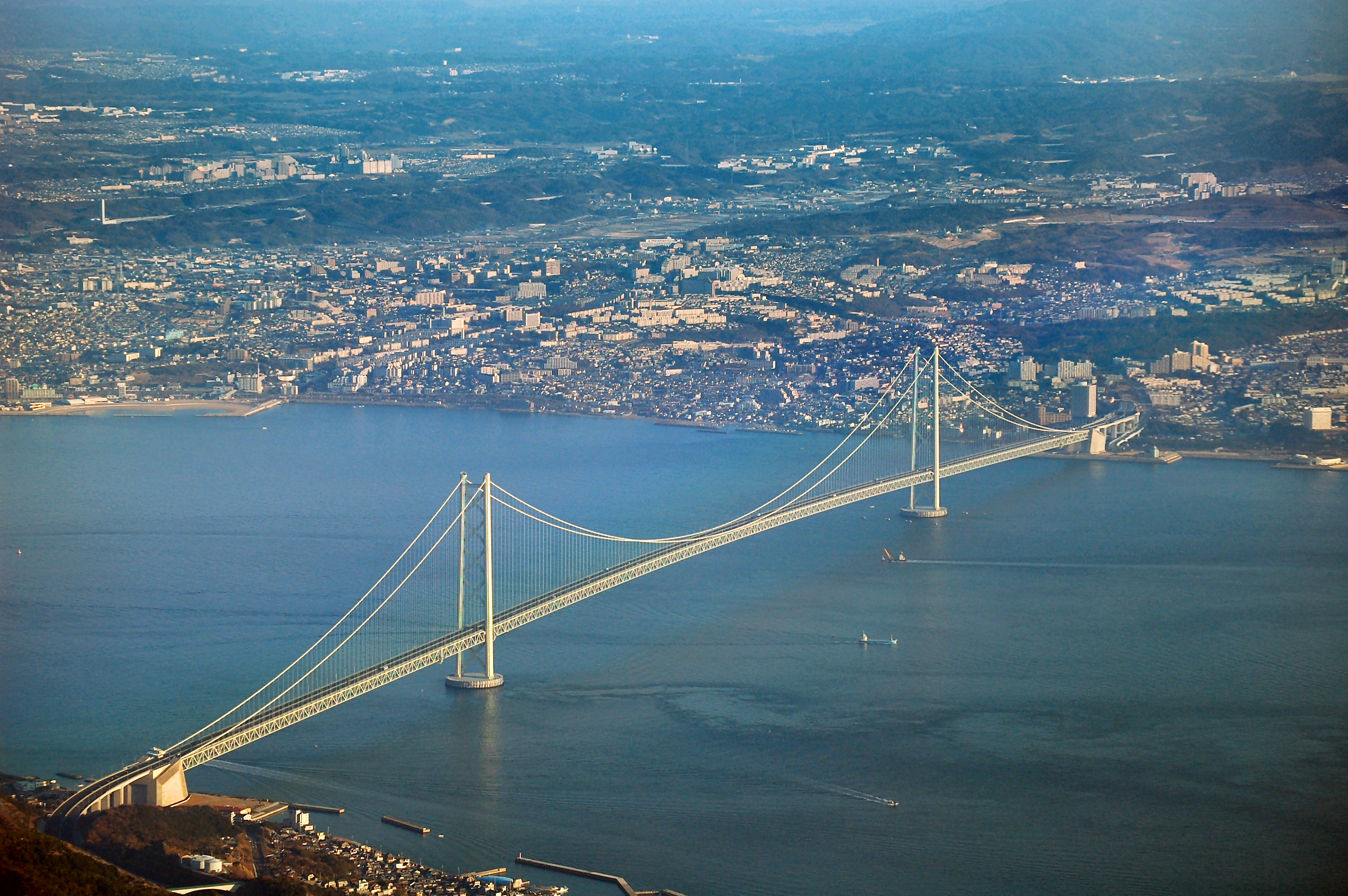
明石海峽大橋

神戶淡路鳴門自動車道南北縱貫淡路島，是淡路島交通的主幹線。神戶淡路鳴門自動車道在北側通過明石海峽大橋連接淡路島和本州，在南側通過大鳴門橋連接淡路島和四國。有眾多四國和本州（特別是京阪神地區）之間的高速巴士途徑淡路島。
淡路島內的公共交通和前往島外的高速巴士則主要由淡路交通運營。1925年，淡路交通曾經開通從洲本至福良的鐵路。二戰之後，淡路島更是日本四大主要島嶼之外唯一有鐵路的島嶼。但淡路島的鐵路已在1966年廢除。現在巴士是淡路島內唯一的公共交通。
明石港和岩屋港之間的高速船則是淡路島除了陸路之外的主要連外交通方式。2017年7月9日，淡路島開通了自洲本港至關西國際機場的定期航線，這也是淡路島時隔10年再次開通至關西機場的航線。
1970年代，日本政府曾計劃興建從大阪經淡路島至四國島的四國新幹線，但因為估計需數兆日元的龐大經費，故興建計劃一直處於擱置狀態；大鳴門橋有預留新幹線通過的空間，但明石海峽大橋變更設計，不保留鐵路通過的空間，而純為公路專用橋樑。
在車牌名稱編制上，淡路島屬於「神戶」號碼。

## 外部鏈結
- 兵庫縣淡路縣民局 （页面存档备份，存于） （日語）
- 淡路島觀光協會 / 淡路島觀光網站「Awaji navi」 （日語）
- 淡路島入口網站「最愛!! 淡路島」 （页面存档备份，存于） - 南淡路市商工會架設 （日語）
- 淡路島入口網站「Awaji-Web.com」 （页面存档备份，存于） - 民間企業架設 （日語）
- OpenStreetMap上有關淡路島的地理

34°23′N 134°50′E / 34.383°N 134.833°E